# Microzestis
Microzestis là một chi bướm đêm thuộc họ Cosmopterigidae.